# Десетина
Десетина је мања тактичка војна јединица која углавном броји десет војника. Међутим, у зависности од војске, десетина може бројати и до четрнаест војника, а у неким оружаним снагама и само три војника. Ипак, обично се величина десетине креће од осам до четрнаест војника. На челу десетине се најчешће налази подофицир.
Десетина може бити стрељачка, извиђачка, минобацачка, противваздушна итд. Десетина у неким оружаним снагама представља најмању борбено-формацијску јединицу. Тада је она еквивалент одељења. Код других оружаних снага, десетина се дели на још мање јединице — тимове. 
Две или више десетина чине вод.    